# Sémni Karoúzou
Sémni Papaspyrídi-Karoúzou (grec moderne : Κλεοσέμνη Παπασπυρίδη-Καρούζου), née en 1898 à Tripoli, morte le 8 décembre 1994, est une archéologue grecque, spécialiste de la céramique grecque classique.

## Biographie
Sémni Papaspyrídi arrive au Musée national archéologique d'Athènes en 1922, en tant que conservatrice. Elle dirige brièvement les succursales de Volos et de Nauplie et, en 1933, devient conservatrice des collections de céramique du Musée national archéologique, poste qu'elle occupe pendant plus de trente ans, jusqu'en 1964. 
En 1930, elle épouse l'archéologue Chrístos Karoúzos. Avec lui et d'autres collègues, elle met en lieu sûr les trésors du Musée national au début de la Seconde Guerre mondiale, puis s'occupe du nouvel aménagement du musée, achevé en 1947.
De 1975 à 1977, elle a été vice-présidente de la Société archéologique d'Athènes,, et a été nommée présidente du Congrès international d'archéologie classique en 1983. Elle a reçu des doctorats honorifiques des Universités de Lyon, Tübingen et Thessalonique.
Au total, Sémni Karoúzou a publié vingt livres et plus de cent vingt articles au cours de sa carrière, notamment sur la sculpture et la céramique grecques ; elle a également contribué à l'accès du public à l'archéologie par la publication de guides du Musée national d'archéologie et de différents sites archéologiques.

### Publications
- Musée national : Guide illustré du musée, Εκδοτική Αθηνών , 2000.
- Βιώματα και μνημόσυνα (Expériences et mémoriaux), ΗΟΡΟΣ 2.2, 1984, p. 1–61
- Nauplie (en grec: Το Ναύπλιο). Εμπορική Τράπεζα της Ελλάδος , 1979.
- The Amasis Painter, Oxford, Clarendon Press, 1956.
- Corpus Vasorum Antiquorum. Grèce 2 : Athènes, Musée National 2, Paris, 1954 (publication des collections de vases classiques du Musée national).